# Смаль Валентина Володимирівна
Валенти́на Володи́мирівна Сма́ль — доктор географічних наук, професор кафедри географії природничо-географічного факультету Ніжинського державного університету ім. М. В. Гоголя.

## Життєпис
Народилась 23 січня 1963 року в селі Новики, Козелецького району, Чернігівської області. З відзнакою (золота медаль) закінчила Козелецьку середню школу № 2 в 1980 році. Вже в шкільні роки почала захоплюватись географією.
З 1980 по 1985 рік навчалась в Київському державному університеті ім. Т. Г. Шевченка на географічному факультеті.
В 1985 році була запрошена на роботу у Ніжинський державний педагогічний інститут ім. М. В. Гоголя, де працювала спочатку на кафедрі ботаніки, а згодом — кафедрі географії.
З 1987 по 1990 роки навчалася в аспірантурі Київського державного університету ім. Т. Г. Шевченка, на кафедрі економічної і соціальної географії. У 1990 році захистила наукову дисертацію з теми: «Система розселення Чернігівської області», і повернулася на роботу до Ніжинського університету. З 1994 року — на посаді доцента.
Двічі стажувалася в університетах США:
- 2000—2001 рр. стажування в університеті штату Вайомінг в місті Ларамі як учасниця програми обміну для молодих викладачів (Junior Faculty Development Program);
- 2008—2009 рр. стажування в університеті Маямі[en] штату Огайо в місті Оксфорд за стипендією Фулбрайта.

У 2002 р. здобула грант проекту LARGIS на проходження стажування у Варшавському університеті в рамкам Літньої школи з регіонального та місцевого розвитку. У 2007 р. виграла грант Міжнародного консорціуму економічних досліджень та економічної освіти на здійснення проекту «Відмінності походження безробіття в регіонах України», який виконувала у 2008—2009 рр.
З 2004 по 2008 рік працювала в Київському славістичному університеті, на посаді заступника директора Інституту соціальної економіки та муніципального менеджменту та на посаді заступника директора Департаменту регіональних підрозділів та перспективного розвитку.
З 2008 по 2011 рік перебувала в докторантурі Київського національного університету ім. Т. Г. Шевченка. Де 26 грудня 2011 року захистила дисертацію на здобуття наукового ступеня доктора географічних наук на тему: «Суспільно-географічні основи дослідження постіндустріальної трансформації господарства країн ЄС».
З 2012 р. працює на посаді професора кафедри географії Ніжинського державного університету імені Миколи Гоголя.

## Наукова робота
Є автором близько 120 наукових праць. Деякі з них:
- Смаль В. В. Трансформація господарства постіндустріальних країн: наукові засади суспільно — географічного дослідження: [монографія] / Смаль В. В. — Ніжин: ПП Лисенко М. М., 2011. — 370 с.
- Смаль В. В. Економічна і соціальна географія зарубіжних країн: Німеччина, Велика Британія, Італія, Франція: [навч. посіб.] / В. В. Смаль, І. В. Смаль. — Ніжин, 1996. — 44 с.
- Смаль В. В. Основні чинники структурних змін в економіці розвинутих країн / В. В. Смаль // Географія та туризм: наук. зб. — 2010.- Вип. 8 (1). — С. 152—159.

Підготувала 6 навчальних посібників: «Економіка слов'янських країн» (Ніжин, 2005 2006), «Регіональна економічна та соціальна географія. Північна та Латинська Америка» (Ніжин, 2014), «Вступ до географічних інформаційних систем» (Ніжин, 2013, 2014).